# Karsten totoyensis
A Karsten totoyensis a csontos halak (Osteichthyes) főosztályának a sugarasúszójú halak (Actinopterygii) osztályába, ezen belül a sügéralakúak (Perciformes) rendjébe, a gébfélék (Gobiidae) családjába és az Amblyopinae alcsaládjába tartozó faj.
Nemének egyetlen faja.

## Előfordulása
A Karsten totoyensis a Csendes-óceán nyugati részén, a Fidzsi-, a Fülöp-szigetek és Indonézia tengerparti vizeiben található meg.

## Megjelenése
Ez a hal legfeljebb 4,8 centiméter hosszú. 28-31 csigolyája van. Fején, pofáján, hasán és testének elülső háromötöd részén nincsenek pikkelyek. Csak háti részének a végén vannak pikkelyek. Vastag nyelve szabadon mozog. Széles szája, kis bemélyedést mutat. Szemei és a fejen levő érzékelő pórusok hiányoznak.

## Életmódja
Trópusi halfaj, amely a tengerpartok közelében él. Általában 55 méteres mélységben tartózkodik, de akár 1122 méter mélyre is lehatol. A tanulmányozott példányokat az iszapos és homokos tengerfenékről gyűjtőtték be.